# Francis Rambert
Pour les articles homonymes, voir Rambert.
 (novembre 2023).
Si vous disposez d'ouvrages ou d'articles de référence ou si vous connaissez des sites web de qualité traitant du thème abordé ici, merci de compléter l'article en donnant les références utiles à sa vérifiabilité et en les liant à la section « Notes et références ».
Francis Rambert, né en 1954, est un critique d'architecture français.

## Biographie
Fils de l'architecte Charles Rambert, professeur d'histoire de l'architecture à l'École nationale supérieure des Beaux-Arts de Paris, Francis Rambert n'embrasse pas la carrière d'architecte mais suit tout de même la voie professionnelle que lui ouvre son père dans ce milieu, d'abord par le biais de la photographie d'architecture puis la critique d'architecture. 
Il exerce la fonction de directeur de l'Institut français d'architecture, puis de directeur de la création architecturale à la Cité de l'architecture et du patrimoine à Paris, poste qu'il occupe actuellement.
Outre ses fonctions, il est nommé président du conseil d'administration de l'école d'architecture de Paris-Val de Seine en 2004. Il composera à deux reprises le jury des nouveaux albums tels que celui des jeunes architectes 2005-2006, des jeunes architectes et paysagistes 2007-2008, 
En 1989, Francis Rambert est l'un des cofondateurs du magazine d'Architectures et il en est le rédacteur en chef jusqu'en 2002. Collaborateur dans différentes revues telles que Beaux Arts magazine, Le Journal des Arts et Connaissance des arts.
Il est journaliste au Figaro pour les chroniques architecture de 1990 à 2004 et auteur de plusieurs ouvrages sur l'architecture, dont une monographie Massimiliano Fuksas en 1997 aux Éditions du Regard.
Francis Rambert est le commissaire du Pavillon français "French Touch" à la 11e Exposition internationale d'architecture de Venise, Beyond Building, puis le chef du département de la création architecturale de la Cité de l'architecture et du patrimoine à Paris, depuis 2004. En avril 2006, il compose le jury du Grand prix national de l'architecture. Il est président au conseil d'administration de l'École nationale supérieure d'architecture de Paris-Val de Seine jusqu'en décembre 2017.